# 通告
| ウィキペディアには「通告」という見出しの百科事典記事はありません（タイトルに「通告」を含むページの一覧/「通告」で始まるページの一覧）。 代わりにウィクショナリーのページ「通告」が役に立つかもしれません。 |